# UFC Fight Night: Overeem vs. Sakai
UFC Fight Night: Overeem vs. Sakai (även UFC Fight Night 176, UFC ON ESPN+ 34 och UFC Vegas 9) var en MMA-gala anordnad av UFC. Den ägde rum 5 september 2020 i UFC APEX i Las Vegas, Nevada.

## Bakgrund
Huvudmatchen var en match i tungvikt mellan före detta tungviktsmästaren i K-1, Strikeforce och DREAM: Alistair Overeem och Augusto Sakai.

## Ändringar
En bantamviktsmatch mellan före detta flugviktsmästaren Nicco Montaño och Julia Avila var tänkt att gå av stapeln, men 29 augusti meddelades det att Montaño testat positivt för Covid-19 och matchen flyttades till UFC Fight Night: Holm vs. Aldana 4 oktober.
En bantamviktsmatch mellan Ricky Simón och Brian Kelleher var planerad, men en i Simóns hörna testade positivt för Covid-19 så han tvingades dra sig ur matchen. Han ersattes av UFC-debutanten Kevin Natividad som skulle möta Kelleher i fjädervikt. Han drogs i sin tur från kortet på matchdagen och ersattes av en annan UFC-debutant Ray Rodriguez, som hade vägts in som ersättare.
En lättviktsmatch mellan Thiago Moisés och Jalin Turner ströks bara timmar innan galan startade då Moisés testade positivt för Covid-19.
Även matchen mellan Marcos Rogério de Lima och Alexandr Romanov i tungvikt ströks bara timmar innan galan startade på grund av ett positivt Covid-19-test.

### Invägning
Vid invägningen strömmad via Youtube vägde utövarna följande:

## Bonusar
Följande MMA-utövare fick bonusar om 50 000 USD vardera:
- Fight of the Night: Ingen utdelad
- Performance of the Night: Ovince Saint Preux, Michel Pereira, André Muniz och Brian Kelleher